# Cause-de-Clérans
Cause-de-Clérans é uma comuna francesa na região administrativa da Nova Aquitânia, no departamento Dordonha. Estende-se por uma área de 14,63 km². Em 2010 a comuna tinha 353 habitantes (densidade: 24,1 hab./km²).